# جنگ‌های یوگسلاو
جنگ‌های یوگسلاو (انگلیسی: Yugoslav Wars) مجموعه‌ای از درگیری‌هایی قومی متفاوت اما مرتبط بودند که از سال ۱۹۹۱ تا ۲۰۰۱ درون قلمروی یوگسلاوی سابق به وقوع پیوستند. این جنگ‌ها به یکی از عوامل فروپاشی این کشور، به هنگام اعلام استقلال جمهوری‌های تشکیل‌دهندهٔ آن بودند ولی مسائل اقلیت‌های قومی در کشورهای جدید (عمدتاً صرب‌ها در بخش‌های مرکزی و آلبانیایی‌ها در جنوب شرقی) تا زمان به‌رسمیت شناخته شدن این کشورها در سطح بین‌المللی هنوز حل نشده بود.
- جنگ در اسلوونی (۱۹۹۱)
- جنگ استقلال کرواسی (۱۹۹۱–۱۹۹۵)
- جنگ بوسنی (۱۹۹۲–۱۹۹۵)
- جنگ کوزوو (۱۹۹۸–۱۹۹۹، شامل بمباران یوگسلاوی توسط ناتو)
- شورش در دره پرشوو (۱۹۹۹–۲۰۰۱)
- شورش در جمهوری مقدونیه (۲۰۰۱)